# Hubert Koundé
Pour les articles homonymes, voir Koundé (homonymie).
Hubert Koundé, né le 30 décembre 1970 en France, est un acteur et réalisateur franco-béninois.

## Biographie
Hubert Koundé passe son enfance entre la France, où il est né, et le Bénin, où il a vécu jeune enfant chez ses grands-parents, entre Ouidah et Cotonou. Révélé au grand public à travers Métisse, de Mathieu Kassovitz, il acquiert sa notoriété pour son rôle dans La Haine, du même réalisateur, rôle qui lui vaudra une nomination au César du meilleur espoir masculin lors de la 21e cérémonie des César. Il apparait dans le clip de Denzo featuring Bramsito, pour "réincarner" son rôle dans la Haine .

## Filmographie

### Acteur

#### Cinéma
- 1992 : Le Temps d'une nuit
- 1992 : Diên Biên Phu de Pierre Schoendoerffer : figuration
- 1993 : Métisse de Mathieu Kassovitz : Jamal Saddam Abossolo M'bo
- 1995 : La Haine de  Mathieu Kassovitz : Hubert
- 1996 : Colis postal
- 1996 : La Sicilia de Luc Pien : Désiré Mbuyu
- 1997 : Saraka bô de Denis Amar : Blanche-Neige
- 1997 : La Divine Poursuite de Michel Deville : Mamadou
- 1998 : Restons groupés de Jean-Paul Salomé : Aimé
- 1999 : Simon le mage d'Ildikó Enyedi
- 2000 : Qui se ressemble s'assemble : le lecteur
- 2000 : Tout va bien, on s'en va de Claude Mouriéras : Arthur
- 2001 : Comment j'ai tué mon père d'Anne Fontaine : Jean-Toussaint
- 2001 : Ndeysaan (le prix du pardon) de Mansour Sora Wade : Yatma
- 2004 : The Constant Gardener de Fernando Meirelles : Arnold Bluhm
- 2012 : La Couleur de l'océan de Maggie Peren : Zola
- 2017 : Gangsterdam de Romain Levy : Ulysse
- 2019 : Paradise Beach de Xavier Durringer : Goyave

#### Télévision
- 1992 : Nestor Burma, épisode Le soleil nait derrière le Louvre : Marco
- 1995 : Les Cinq Dernières Minutes, épisode Meurtre à l'université : Francis
- 1997 : Les Enfants du Karoo
- 1998 : Maternité
- 2005 : Quelques jours en avril : Père Salomon
- 2005 : L'Arbre et l'Oiseau : inspecteur Kwame
- 2006 : Plus belle la vie : Étienne Anglade
- 2007 : Greco, épisode Contact : Thierry Benesh
- 2008 : La Cour des grands, épisode Alison : Virgil Bouaké
- 2008 : Une lumière dans la nuit d'Olivier Guignard : Julien Bourgade
- 2008 : Central Nuit, épisode Celui qui n'existe pas : Omar Touré
- 2008 : Le Voyage de la veuve : Léopold
- 2009 : Pigalle, la nuit : Adam
- 2010 : 1788... et demi d'Olivier Guignard : Balthazar Beugnot
- 2011 : Braquo (saison 2) d'Éric Valette et Philippe Haïm : Jonas Luanda
- 2012 : Toussaint Louverture de Philippe Niang : Jean-Jacques Dessalines
- 2014 : La Vallée des mensonges : lieutenant de gendarmerie

### Réalisateur
- 1998 : Menhir (court métrage), également scénariste
- 2000 : Qui se ressemble s'assemble (court métrage), également scénariste
- 2005 : Paris, la métisse

## Théâtre
- 2001 : Le Costume de Mothobe Mutloatse, mise en scène de Peter Brook, aux Bouffes du Nord
- 2004 : Cagoule de et mis en scène par Hubert Koundé

## Distinctions

### Nomination
- 1996 : César du meilleur espoir masculin à la 21e cérémonie des César pour La Haine, de Mathieu Kassovitz